# Inga Iwasiów

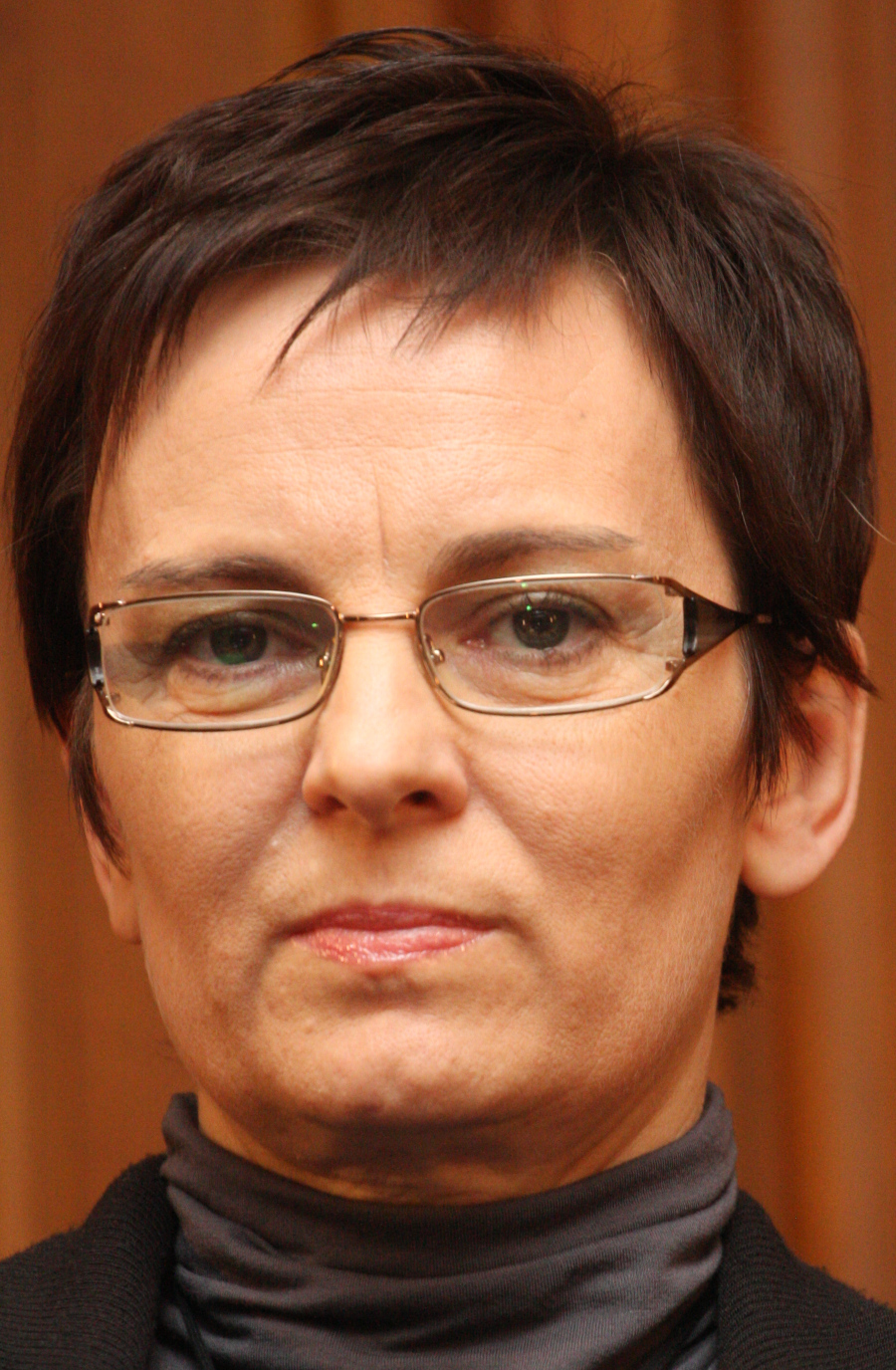
Inga Iwasiów (2010)

Inga Małgorzata Iwasiów, geborene Inga Ciepła (* 6. Juni 1963 in Stettin), ist eine polnische Literaturhistorikerin, Literaturkritikerin, Prosaschriftstellerin und Lyrikerin.

## Leben
Iwasiów besuchte von 1978 das Gymnasium in Stettin und legte dort 1982 das Abitur ab. Anschließend studierte sie Polonistik an der Pädagogischen Hochschule in Stettin. Als Literaturkritikerin debütierte sie mit der Rezension Wszystko zgodnie z prawem, die 1986 in der Monatsschrift Nowe Książki publiziert wurde. In demselben Jahr erwarb sie den Magister und wurde 1987 als wissenschaftliche Assistentin am Institut für Polnische Philologie der Universität Stettin angestellt. Dort promovierte sie 1994 mit der Arbeit Świat kresow w prozie Włodzimierza Odojewskiego und wurde als wissenschaftliche Mitarbeiterin angestellt. Daneben publizierte sie Rezensionen und arbeitete von 1995 bis 1998 mit Polskie Radio Szczecin und TVP Szczecin zusammen. Von 1999 bis 2012 arbeitete sie als Chefredakteurin der Zeitschrift Pogranicza. Zudem gab sie von 1999 bis 2005 Vorlesung in Gender Studies an der Universität Warschau. Sie habilitierte 2000 mit der Arbeit Opowieść i milczeni. O prozie Leopolda Tyrmanda an der Nikolaus-Kopernikus-Universität Toruń und arbeitete als Professorin an der Universität Stettin, wo sie den Lehrstuhl für Polnische Literatur des 20. Jahrhunderts leitete. Seit 2008 dozierte sie im Bereich Gender Studies an der Polnischen Akademie der Wissenschaften. Von 2009 bis 2012 leitete sie das Institut für Polonistik und Kulturwissenschaft an der Universität Stettin. Von 2011 bis 2013 war sie Jurymitglied des Nike-Literaturpreises. Seit 2013 ist sie mit Jerzy Madejski Chefredakteurin der Stettiner Halbjahresschrift Autobiografia. Literatura, Kultura, Media. Seit 2015 ist sie Jurymitglied des Posener Literaturpreises.
Sie wohnt in Stettin.

## Publikationen

### Sachbücher
- Kresy w twórczości Włodzimierza Odojewskiego, 1994
- Opowieść i milczenie. O prozie Leopolda Tyrmanda, 2000
- Rewindykacje. Kobieta czytająca dzisiaj, 2002
- Gender dla średniozaawansowanych. Wykłady szczecińskie, 2004
- Parafrazy i reinterpretacje. Wykłady z teoriii i praktyki czytania, 2004
- Blogotony, 2013
- Granice. Polityczność prozy i dyskursu kobiet po 1989 roku, 2013
- Umarł mi. Notatnik żałoby, 2013

### Prosa
- Miasto–Ja–Miasto, 1998
- Smaki i dotyki, 2006
- Bambino, 2008
- Ku słońcu, 2010
- Na krótko, 2012
- W powietrzu, 2014
- Pięćdziesiątka, 2015

### Lyrik
- Miłość, 2001
- 39/41, 2004

### Dramen
- Smaki i dotyki, 2015
- Dziecko. Dramat w epizodach, 2016

## Auszeichnungen und Nominierungen
- Bronzenes Verdienstkreuz der Republik Polen
- 2005: Gloria-Artis-Bronzemedaille für kulturelle Verdienste
- 2009: Finalistin des Nike-Literaturpreises mit Bambino
- 2009: Finalistin des Literaturpreises Gdynia in der Kategorie Prosa mit Bambino
- 2009: Finalistin des Mitteleuropäischen Literaturpreises Angelus mit Bambino